# 土地排水

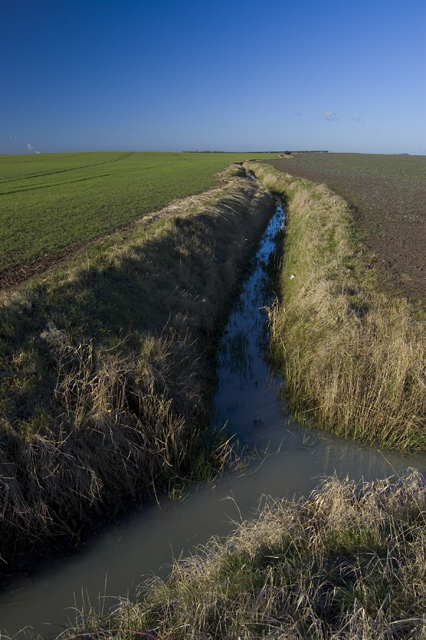
イギリスのHalsham近くの土地の排水

土地排水（とちはいすい、英：Land drains）の目的は、湿ったまたは湿った地面にある水を急速に排水するか、 静水圧で排水することであるが、実用的な限り落下に適した急勾配であるべき地形線形構造にして、これらは農業や建築現場で活用されている。現代の陸地排水路は有孔または不連続（すなわち、開放接合）パイプの形態をとる。典型的な陸地排水路は余剰水を開放溝にまたは天然水源に導く。 

## 農業では
伝統的には土地の排水溝は粘土質の土や泥炭に溝を掘り、平らな石を使って「トンネル」を形成することによって形成されていた。これは非常に手間のかかる作業でもあったが、手元にある無料の資材を使用して行うことができた。 通常地表から2〜3フィート（600mm〜900mm）下にあり、農地用排水路はすきの損傷を避けるために十分に深く設置されなければならない。イギリスでは1843年に、短い陶器製のパイプが最初に使われた。最も初期のタイプは平らなふたが置かれた「U」型のトラフから成っていた。 後に押出クレイパイプが開発された。これらは現在でも使用されている。そして掘削された溝に敷設することができ、あるいは、水平方向の穴がほくろを使って地面に形成されて、パイプは手または機械的なプレスによって押し込まれる。これにより、重い湿った土壌、湿原、湿地を農業に修正できるようになる。実質的にすべての作物は成長するためによく排水された土を必要とする。 

## 近代的な土地排水
多くの近代的な土地の排水路は、エンドウ豆程の砂利に敷かれた穴があいた堅いが柔軟なプラスチックパイプを利用して構築される。エンドウ豆砂利は、パイプを傷つけないようにシャープで先端のないエンドウ豆サイズの小石。そしてジオテキスタイル材料で砂利を囲み、シルトを防ぐ。これは掘削された溝に取り付けることができまた穴をあけたり、穴のあいたパイプを挿入したり（必要な場合は砂利敷）することができる特殊なモルプラウがすべて1つの同時連続プロセスで可能にする非常に強力な（通常運搬用の）トラクターが必要なため、フレキシブルパイプは機械の背面にロールとして運ばれ砂利用のホッパーが隣接する機械によって補給されていることもある。トラクタが所望の経路に沿って進むにつれて、パイプおよび砂利はプラウブレードの開口部を下降するしくみ。 

## 建築工事において
建物の建設における土地排水の目的は上記とは多少異なり、何らかの理由で空隙が工事現場の地面にできた場合、工事現場が満水になる傾向がありまた地下構造や擁壁にかかる静荷重は、周囲の地面に水が存在することによって大幅に増加する可能性もあり、この圧力を軽減するために陸地排水が導入されている。伝統的に排水溝は瓦礫で擁壁などの後ろを埋め戻し、水が瓦礫を通ってある適切地点まで排水を可能にすることで用いられる。 

## 高速道路建設の一環として
高速道路の横に開通路を設ける代わりに、陸地排水路を設置することもできる。これなら掘削された溝は砂利で完全に埋められていく（すなわち、覆土はない）。 もし車が高速道路を走るなら、これは開いている溝よりははるかに安全である。 

## 問題点
水が下層土からパイプに流れるようにパイプに穴または隙間を残さなければならず、こうすると土をなんらかでブロックするかまたはシルトをパイプに入れてブロックするまたは水の流れを減らすかであるが、これは砂利でパイプを囲むことによって部分的に克服することはできる。しかし、時間が経つにつれて砂利でも土やシルトで詰まってしまうので、砂利は土壌粒子をろ過するジオテキスタイル材料で囲まれている。理想的には、高圧水噴射がシルトをきれいにすることが可能であるように、土地排水路はアクセスポイントに置かれる。しかしながらどのような技術であろうと、すべての陸地排水路には有限で寿命があり、シルトの進入、周囲の濾材ブロッキングは結局無策になる。 